# Genista hirsuta
Genista hirsuta, comúnmente llamada aulaga o tojo alfiletero, es un arbusto de la familia de las Leguminosas.

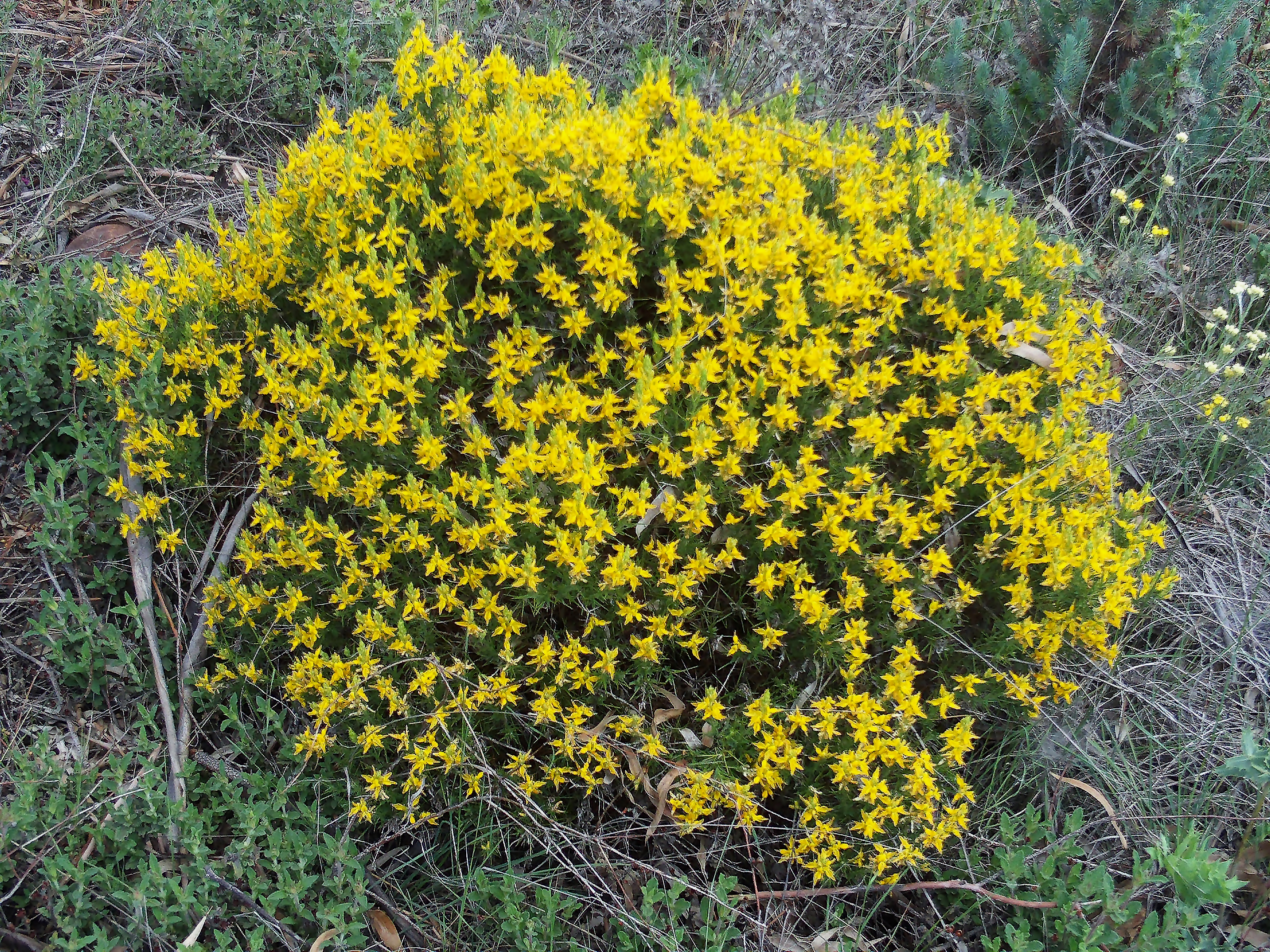
Vista de la planta

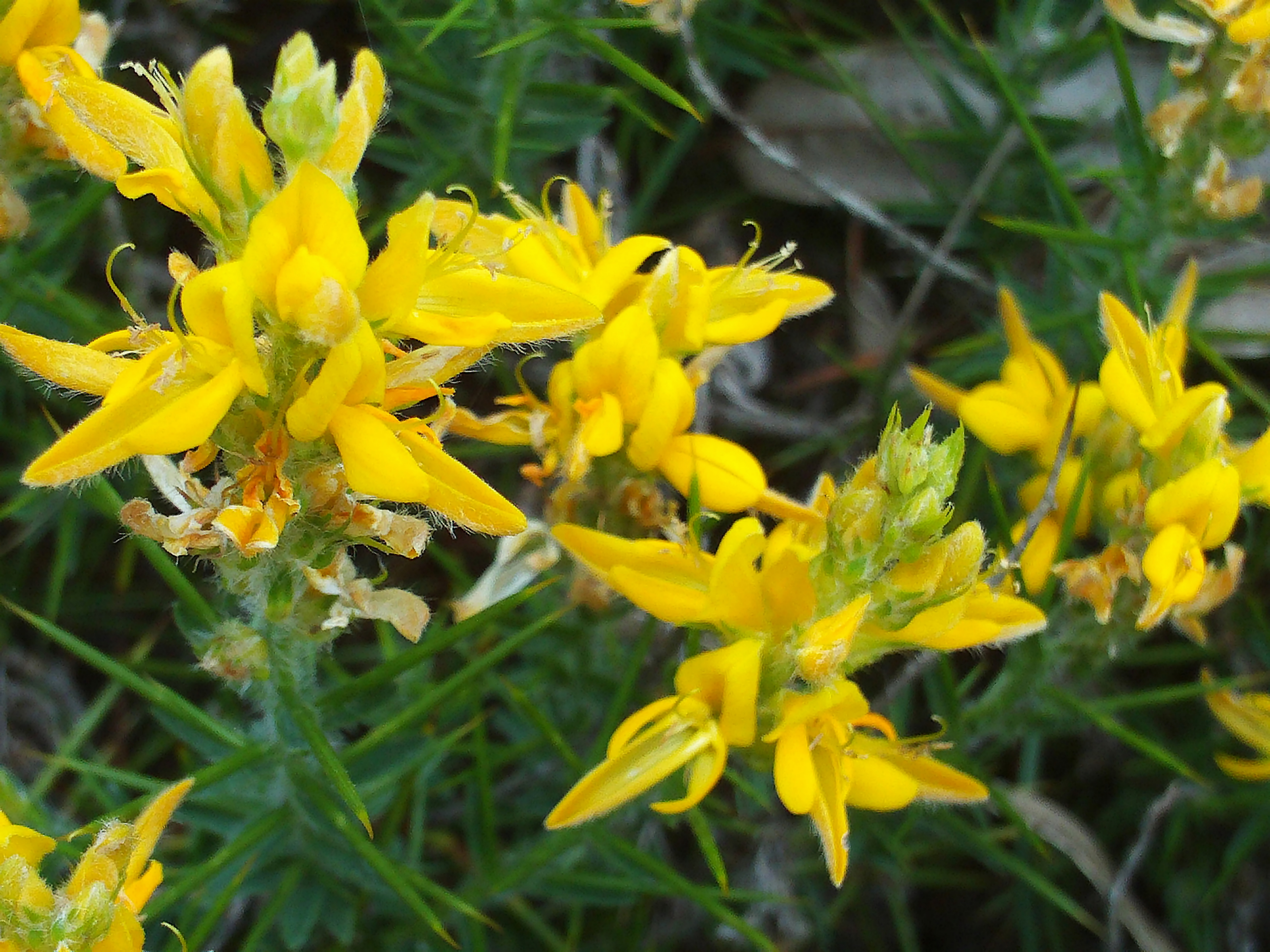
Flores

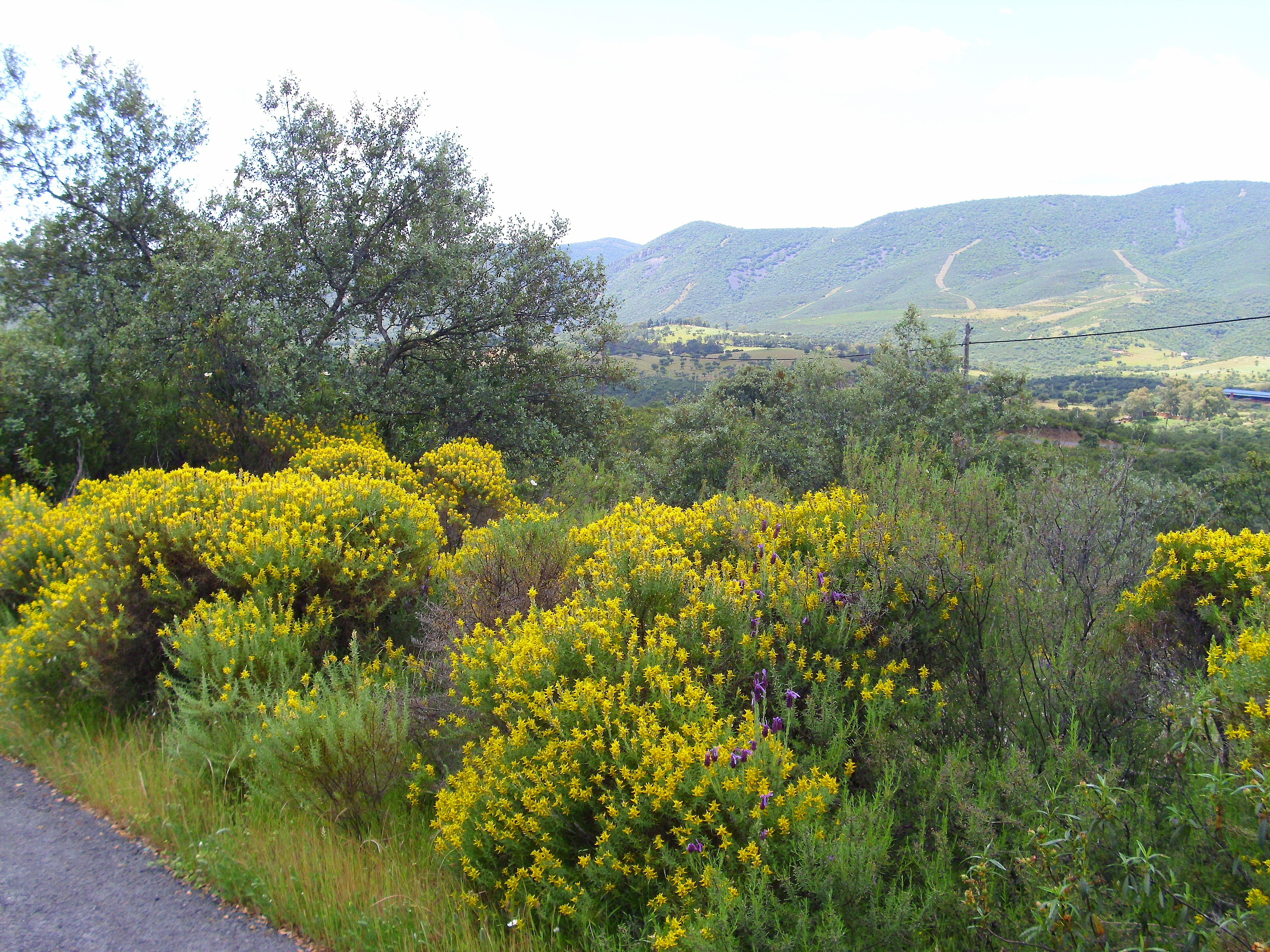
En su hábitat

## Descripción
Es un arbusto que puede superar un metro de altura, espinoso y de ramificación espesa, con abundantes pelos largos e hirsutos en las hojas, ramas y bases de las espinas. Tallos estriados, con hasta 10 costillas y espinas simples o ramificadas. Hojas simples de 7-14 mm de haz glabro y envés lanoso. Flores en racimos terminales cónicos. Legumbre piriforme, lanosa, de 4-8 mm de longitud y 2-3 semillas.

## Distribución y hábitat
Se distribuye por el centro y oeste de la península ibérica. También en el norte de África. Habita sotobosques de encinares y alcornocales. No tolera suelos calizos.

## Taxonomía
Genista hirsuta  fue descrita por Martin II Vahl y publicado en Symbolae Botanicae, . . . 1: 51. 1790.
Citología
Números cromosomáticos de Genista hirsuta  (Fam. Leguminosae) y táxones infraespecificos:
n=24; 2n=48
2n=32
Etimología
Genista: nombre genérico que proviene del latín de la que los reyes y reinas Plantagenet de Inglaterra tomaron su nombre, planta Genesta o plante genest, en alusión a una historia que, cuando Guillermo el Conquistador se embarcó rumbo a Inglaterra, arrancó una planta que se mantenía firme, tenazmente, a una roca y la metió en su casco como símbolo de que él también sería tenaz en su arriesgada tarea. La planta fue la  llamada planta genista en latín. Esta es una buena historia, pero por desgracia Guillermo el Conquistador llegó mucho antes de los Plantagenet y en realidad fue Godofredo de Anjou que fue apodado el Plantagenet, porque llevaba un ramito de flores amarillas de retama en su casco como una insignia (genêt es el nombre francés del arbusto de retama), y fue su hijo, Enrique II, el que se convirtió en el primer rey Plantagenet. Otras explicaciones históricas son que Geoffrey plantó este arbusto como una cubierta de caza o que él la usaba para azotarse a sí mismo. No fue hasta que Ricardo de York, el padre de los dos reyes Eduardo IV y Ricardo III, cuando los miembros de esta familia adoptaron el nombre de Plantagenet, y luego se aplicó retroactivamente a los descendientes de Godofredo I de Anjou como el nombre dinástico.
hirsuta: epíteto latino que significa "peluda".
Subespecies
- Genista hirsuta  Vahl. subsp. hirsuta de amplia distribución por el centro y oeste peninsular.
- Genista hirsuta subsp. lanuginosa (Spach.) Nyman, de área restringida a algunas zonas de las provincias andaluzas de Cádiz y Málaga. En Marruecos en el Rif central
- Genista hirsuta subsp. erioclada (Spach.) Raynaud en Ibiza y el noroeste de África.[7] En los montes de Marruecos del noreste (Rif oriental, Beni-Snassen, Debdou, Jerada etc), y en el noroeste de Argelia (Atlas Telliano occidental, Orán, Tlencen, Mascara etc.).[8]

Sinonimia
- Genista erioclada sensu auct.
- Genista lanuginosa Spach[9]
- Genista hirsuta subsp. hirsuta
- Genista hirsuta var. atlantica (Spach) Raynaud
- Genista erioclada subsp. atlantica (Spach) Maire
- Genista atlantica Spach
- Spartium cuspidatum Cav. (1801)[10]

## Nombre común
- Castellano: abulaga, abulaga merina, abulagas, ahulaga, ajulaga, albulaga, alfiletero, aliaga , aluaga, arbulaga, aulaga, aulaga hirsuta, aulaga merina, aulaga tierna, hornija, jurraga, olaga, retama, tojo, tojo alfilerero, tojo alfiletero, ulaga.[11]